# Sibine
Sibine är ett släkte av fjärilar som beskrevs av Gottlieb August Herrich-Schäffer 1855. Sibine ingår i familjen snigelspinnare, Limacodidae.

## Dottertaxa tillSibine, i alfabetisk ordning[1]
- Sibine affinis Möschler, 1883
- Sibine apicalis Dyar, 1900
- Sibine auromacula Schaus, 1896
- Sibine barbara Dyar, 1906
- Sibine berthans Dyar, 1927
- Sibine blanda Dyar, 1935
- Sibine bonaerensis (Berg, 1878)
- Sibine clarans Dyar, 1927
- Sibine didactica Dyar, 1927
- Sibine dorans Dyar, 1927
- Sibine ephippiata (Harris, 1869)
- Sibine eucleides Dyar, 1906
- Sibine extensa Schaus, 1896
- Sibine francesans Dyar, 1927
- Sibine fusca Stoll, 1781
- Sibine gertrudans Dyar, 1927
- Sibine geyeri (Fletcher, 1982)
- Sibine giseldans Dyar, 1927
- Sibine helenans Dyar, 1927
- Sibine horrida Dyar, 1906
- Sibine hyperoche Dognin, 1914
- Sibine intensa (Dyar, 1906)
- Sibine iolans Dyar, 1927
- Sibine joyceans Dyar, 1927
- Sibine laberia Dyar, 1935
- Sibine laurans Dyar, 1927
- Sibine lophostigma Dognin, 1910
- Sibine modesta (Cramer, 1777)
- Sibine nesea (Stoll, 1781)
- Sibine nitens Dyar
- Sibine norans Dyar, 1927
- Sibine ophelians Dyar, 1927
- Sibine pauper Dyar, 1918
- Sibine permessa Dyar, 1935
- Sibine priscillans Dyar, 1927
- Sibine quadratilla Dyar, 1935
- Sibine quellans Dyar, 1927
- Sibine reletiva Dyar, 1927
- Sibine rollans Dyar, 1927
- Sibine rufescens (Walker, 1855)
- Sibine sabis Dyar, 1937
- Sibine sarans Dyar, 1927
- Sibine sibinides (Dyar, 1906)
- Sibine subalbicans Dyar, 1935
- Sibine tontineans Dyar, 1927
- Sibine trimacula (Sepp, 1848)
- Sibine violans Dyar, 1927
- Sibine ximenans Dyar, 1927
- Sibine zellans Dyar, 1927